# Shattered
Shattered is een Hitchcock-achtige neo noir psychologische thriller uit 1991 met Tom Berenger, Greta Scacchi, Bob Hoskins, Joanne Whalley en Corbin Bernsen. Regisseur Wolfgang Petersen schreef ook het scenario, dat was gebaseerd op een roman van Richard Neely.

## Verhaal
Een succesvolle architect wordt met zijn vrouw betrokken bij een auto-ongeluk. Hij houdt er zware aangezichtsverwondingen aan over en verliest zijn geheugen. Terwijl hij herstelt, begint hij te merken dat wat zijn vrouw, zijn partner en diens vrouw hem vertellen over zijn vorig leven niet helemaal klopt. Hij komt een privédetective op het spoor die hij voor het ongeluk had ingehuurd om een liefdesaffaire van zijn vrouw te onderzoeken. Nu maakt hij weer gebruik van de detective om hem te helpen het mysterie van zijn verleden te ontrafelen.

## Rolverdeling
| Acteur                                 | Personage      |
| -------------------------------------- | -------------- |
| Tom Berenger                           | Dan Merrick    |
| Greta Scacchi                          | Judith Merrick |
| Bob Hoskins                            | Gus Klein      |
| Joanne Whalley (Joanne Whalley-Kilmer) | Jenny Scott    |
| Corbin Bernsen                         | Jeb Scott      |
| Scott Getlin                           | Jack Stanton   |
| Judi Maddison                          | Mary Wilson    |
| Bert Rosario                           | Rudy Costa     |
| Jedda Jones                            | Sadie          |
| Kellye Nakahara                        | Lydia          |
| Dierk Torsek                           | Benton         |
| Theodore Bikel                         | Berkus         |